# Миткевичи
Ми́ткевичи (транслит.: Mitkievičy, бел. Міткевічы) — деревня в Мостовским районе Гродненской области. Входит в состав Гудевичского сельсовета.

## Демография
- 1959 год — 55 жителей
- 1970 год — 49 жителей
- 2001 год — 28 жителей, 17 домов
- 2009 год — 8 жителей
- 2018 год — 6 жителей